# Detavast
Een detavast-constructie, detacheringsovereenkomst met overname, is een nieuwe vorm van detacheren waarbij het traditionele detacheren wordt gecombineerd met werving en selectie. Een opdrachtgever of inlener sluit een detacheringsovereenkomst af waarbij de medewerker al van begin af aan dezelfde arbeidsvoorwaarden kent als ware hij direct in dienst van de opdrachtgever of inlener. Verder is in de detacheringsovereenkomst vastgelegd dat de medewerker na de periode van detachering in dienst zal treden van de opdrachtgever of inlener. Voor bedrijven is deze constructie minder risicovol dan werving en selectie omdat slechts een uurtarief wordt betaald voor de periode dat ook daadwerkelijk arbeid is verricht.